# WS-15
WS-15은 중국산 터보팬 엔진이다. 중국판 프랫 & 휘트니 F119 엔진이다. 개발이 늦어지며 러시아 AL-31F M2엔진을 WS-10G나 WS-15 대신 청두 J-20에 조립해 생산중이다.

## 역사
WS-15 프로젝트는 1990년대부터 시작됐고, 첫 시제품은 2004년 완성됐다. 중국은 그동안 이 프로젝트에 무려 1500억 위안(약 25조원)을 쏟아부었지만, 터빈 블레이드 관련 문제로 2015년 폭발사고를 일으킨 후 양산이 늦어지고 있다. 터빈 블레이드는 연료의 연소에서 나오는 열을 운동 에너지로 바꾸는 제트엔진의 핵심 부품이다. 전문가들은 “WS-15는 최고 속도에 도달했을 때 터빈 블레이드가 과열되는 결함을 지니고 있다”며 “터빈 블레이드는 비행기 안전과 내구성에 절대적인 영향을 미친다”고 전했다.
그렇게 결함 문제를 겪던 WS-15 엔진은 2018년 9월에 들어서 결함 문제가 해결되는데 성공한다.
미국 F-35 전투기의 프랫 & 휘트니 F135 엔진과 추력 19톤으로 같다.

## 제원
- 이름 : WS-15
- 추력 : 애프터버너시, 44,000 파운드 (19톤)
- 도입 진도 : 개발중
- 탑재기종 : 청두 J-20

## 같이 보기
- 클리모프 RD-33 -  러시아 추력 8.3톤 터보팬
- 제너럴 일렉트릭 F404 -  미국 추력 8톤 터보팬
- 구이저우 WS-13 -  중국 추력 8.8톤 터보팬, 개발중
- GTRE GTX-35VS 카베리 -  인도 추력 8.2톤 터보팬, 개발중
- 유로젯 EJ200 -  유럽 추력 9.2톤 터보팬
- 스넥마 M88 -  프랑스 추력 8톤 터보팬